# 萊基山
70°26′S 66°0′E / 70.433°S 66.000°E
萊基山（英語：Mount Leckie）是南極洲的山峰，位於麥克羅伯特森地，屬於查爾斯王子山脈中波爾托斯山脈的一部分，處於馬丁山以東6公里，由澳大利亞探險隊踏足該山峰，現時由南極條約體系管理。